# 2535 Hämeenlinna
2535 Hämeenlinna eller 1939 DH är en asteroid i huvudbältet som upptäcktes den 17 februari 1939 av den finske astronomen Yrjö Väisälä vid Storheikkilä observatorium. Den är uppkallad efter staden Tavastehus (Hämeenlinna på finska) i Finland.
Asteroiden har en diameter på ungefär 7 kilometer och den tillhör asteroidgruppen Flora.